# 仙人塔
仙人塔，又名当阳宝塔，是安徽省宁国市境内的一处宋塔，位于仙霞镇柘亭村村南冲口峭壁上。塔七层六面，高26余米，建于南宋绍兴十三年（1143年），清代曾维修。2013年被列入第七批全国重点文物保护单位。